# Dream of Unity
Dream of Unity is een single van de Amerikaanse punkband Bad Religion. Het was oorspronkelijk het dertiende nummer van het livealbum Tested. Het was live opgenomen en nooit eerder op een album verschenen. Door de grote populariteit van het nummer heeft de band daarna besloten het nummer uit te geven op single. De single heeft de hitlijsten echter nooit behaald.

## Albums
Naast het livealbum Tested is de single ook nog op het latere compilatiealbum Punk Rock Songs verschenen. Het is ook de Japanse bonustrack (17e nummer) van het album No Substance.

## Samenstelling
- Greg Graffin - zang
- Brian Baker - gitaar
- Greg Hetson - gitaar
- Jay Bentley - basgitaar
- Bobby Schayer - drums